# Thesprotos FC
El Thesprotos FC es un equipo de fútbol de Grecia que juega en la Gamma Ethniki, la tercera división nacional.

## Historia
Fue fundado en el año 1948 en la ciudad de Igoumenitsa de la región de Thesprotia y en sus primeros años formó parte de los torneos de la ciudad hasta que crearon el campeonato regional en 1984, logrando ese año el ascenso a la Delta Ethniki por primera vez y descendiendo de la cuarta división nacional tras solo una temporada en la liga.
En los siguientes años el club pasó en las ligas aficionadas hasta que en la temporada 1987/88 logra su regreso a la Delta Ethniki. Su estancia en la cuarta división nacional fue más larga ya que permanecieron en la liga por siete temporadas hasta que desciende en la temporada 1994/95.  Al año siguiente regresa a la cuarta división nacional donde luego de tres temporadas logra ascender a la Gamma Ethniki, la tercera división nacional, por primera vez.
El club solo jugó una temporada en la tercera categoría, pasando por otro descenso al año siguiente a las ligas regionales hasta que regresó a la cuarta división nacional en la temporada 2001/02 para descender tras solo una temporada.
Seis años después regresa a la Delta Ethniki donde permaneció por cuatro temporadas hasta descender en la temporada 2011/12. En la temporada 2013/14 tras ganar la liga especial aficionada logra ascender a la Gamma Ethniki, liga donde estuvo las siguientes cinco temporadas hasta que logra por primera vez el ascenso a la Beta Ethniki para la temporada 2019/20.

## Palmarés
- Delta Ethniki (1): 1998–99
- Campeonato de Corfu–Thesprotia (2): 1978–79, 1981–82
- Campeonato de Thesprotia (7): 1984–85, 1986–87, 1987–88, 1995–96, 2001–02, 2007–08, 2012–13
- Copa de Thesprotia (15): 1985–86, 1987–88, 1989–90, 1990–91, 1993–94, 1994–95, 1995–96, 1996–97, 1997–98, 1998–99, 2007–08, 2008–09, 2010–11, 2012–13, 2017–18
- Super Copa de Thesprotia (1): 2017–18

## Jugadores

### Jugadores destacados
| - Sergio Villafañe - Cristian Ezequiel Ramírez - Lucas Giuliano Valente - Felipe Gomes - Ján Lazorík | - Giorgos Kapouranis - Manolis Skoufalis - James Okoli - Ermal Tahiri |